# Östra Hedtjärnen
Östra Hedtjärnen är en sjö i Ludvika kommun i Dalarna och ingår i Dalälvens huvudavrinningsområde. Sjön har en area på 0,051 kvadratkilometer och ligger 311,4 meter över havet. Sjön avvattnas av vattendraget Äskan.

## Delavrinningsområde
Östra Hedtjärnen ingår i det delavrinningsområde (667959-142797) som SMHI kallar för Ovan Bred-Mölsbäcken. Medelhöjden är 349 meter över havet och ytan är 21,13 kvadratkilometer. Det finns inga avrinningsområden uppströms utan avrinningsområdet är högsta punkten. Äskan som avvattnar avrinningsområdet har biflödesordning 4, vilket innebär att vattnet flödar genom totalt 4 vattendrag innan det når havet efter 310 kilometer. Avrinningsområdet består mestadels av skog (76 procent) och sankmarker (13 procent). Avrinningsområdet har 0,15 kvadratkilometer vattenytor vilket ger det en sjöprocent på 0,7 procent.